# Трисвинецпенталантан
Трисвинецпенталантан — бинарное неорганическое соединение
лантана и свинца
с формулой La5Pb3,
кристаллы.

## Получение
- Сплавление стехиометрических количеств чистых веществ:

{\displaystyle {\mathsf {5La+3Pb\ {\xrightarrow {1450^{o}C}}\ La_{5}Pb_{3}}}}

## Физические свойства
Трисвинецпенталантан образует кристаллы
гексагональной сингонии, пространственная группа P 63/mcm, параметры ячейки a = 0,9528 нм, c = 0,6993 нм, Z = 2,
структура типа трисилицида пентамарганца Mn5Si3
.
Соединение конгруэнтно плавится при температуре 1450°C.